# Franz Fuchs (Fotograf)

Brückenbaustelle bei Böckstein, 1906.

Franz Fuchs (* 19. Oktober 1870 in Wien; † 20. Juli 1925 in Hofgastein) war ein österreichischer Fotograf.
Franz Fuchs erlernte den Beruf des Fotografen und heiratete 1894 in St. Wolfgang Aloisia Eder, die Tochter eines Hopfenhändlers. Fuchs ließ sich zu Beginn des 20. Jahrhunderts im Gasteinertal nieder. Er gründete in Hofgastein ein Fotostudio und dokumentierte, wahrscheinlich als Auftragsarbeit, den Bau der Nordrampe der Tauernbahn.
Mit einer Plattenkamera hielt er den Baufortschritt an der Bahn und die Arbeitsbedingungen der an ihrem Entstehen beteiligten Menschen fest. Seine Fotografien dokumentieren den Baufortschritt an Hochbauten wie Brücken, Viadukten und Stationsgebäuden und die Veränderung der Landschaft des Gasteinertales durch den Bahnbau. Am aktivsten von etwa 1903 bis 1905, fertigte er ca. 200 Aufnahmen an, von denen er ungefähr 70 als Postkarten veröffentlichte. Des Weiteren veröffentlichte er überwiegend touristisch interessante Motive aus dem Gasteinertal als Postkarten. Er experimentierte mit der Technik der Mehrfachbelichtung, indem er sich auf Fotografien selbst mehrfach in Szene setzte.
Aus 1913 ist ein Konkursantrag bekannt, auch diente Fuchs als Soldat im Ersten Weltkrieg. Das Ehepaar Fuchs hatte drei Töchter. Neben seiner Tätigkeit als Fotograf war Fuchs ein aktiver Laienschauspieler bei der Theatergruppe Hofgastein. Er starb am 20. Juli 1925 an den Folgen eines Leberleidens.
Einige Abzüge von Fuchs’ Fotografien befinden sich heute im Besitz des Technischen Museums in Wien.